# Friuli Isonzo Sauvignon
Il Friuli Isonzo Sauvignon è un vino DOC la cui produzione è consentita nella provincia di Gorizia.

## Caratteristiche organolettiche
- colore: dorato chiaro.
- odore: caratteristico
- sapore: asciutto, di corpo, gradevole, vellutato.

## Produzione
Provincia, stagione, volume in ettolitri
- Gorizia  (1990/91)  5222,68
- Gorizia  (1991/92)  6119,71
- Gorizia  (1992/93)  7452,92
- Gorizia  (1993/94)  7019,38
- Gorizia  (1994/95)  6287,08
- Gorizia  (1995/96)  6455,07
- Gorizia  (1996/97)  7102,0